# Michel-Victor Acier
Michel-Victor Acier (o Dassier) (Versailles, 1736 – Dresda, 1799) è stato un ceramista e scultore francese.

## Biografia
Acier nacque in una famiglia borgehse composta da Victor Acier e da sua moglie Maria Claude.
Acier sposò Maria Christina Eleonora Wittig (1746-1811) ed ebbe sei figli.
Studiò scultura all'Académie Royale di Parigi sotto la guida di Etienne M. Falconet e di Louis-Claude Vassé, dove realizzò varie statue destinate ad una chiesa in Borgogna, ma le sue attività principali furono quelle di modellatore di porcellane.
Nel 1759 gareggiò per il Grand Prix de sculpture dell'ex-École Académique, dopodiché si specializzò nell'arte plastica più piccola.
Nel 1764 fu invitato a Meissen nel ruolo di Modellmeister (maestro modellista) della manifattura reale, in affiancamento a Johann Joachim Kändler che già da tre decenni aveva ideato il tipo di porcellane di Meissen più peculiare e più noto: vasellame con decorazioni figurative in rilievo e statuette su tematiche della vita quotidiana.

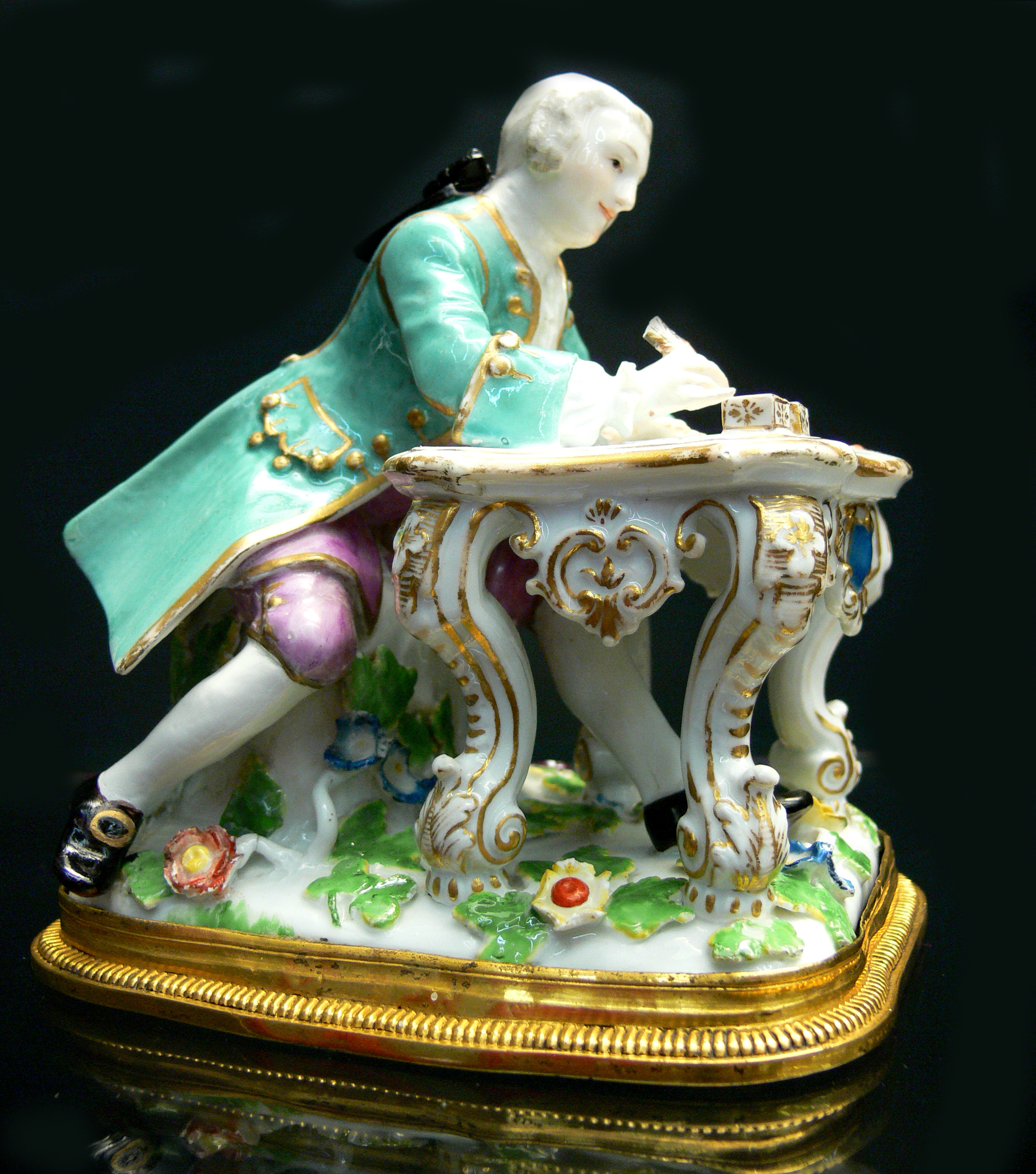
Tipo di produzione di porcellane tipiche di Meissen

Una decina di anni dopo, iniziò a sviluppare uno stile autonomo, che sostituiva alle tinte vive e alle mollezze dell'arte ceramica del suo tempo e ai tradizionali temi rococò allegorici o grotteschi elementi neoclassici, caratterizzati per la grazia di modellazione e di composizione, oltreché orientati verso gusti più borghesi.
Questa nuova tendenza ebbe una notevole influenza sullo stile delle porcellane germaniche ed ebbe fortuna anche all'estero, visto che influenzò la produzione inglese e francese.
Acier lavorò per Federico II di Prussia realizzando un Hautrelief in marmo che mostra la morte eroica del generale Schwerin (1783).
Oltre a questi lavori puramente scultorei, Acier è stato anche attivo nella produzione di articoli per la tavola.
Le opere di Acier e dei suoi più brillanti allievi, sono esposte al Museo di Amburgo, al Museo di Londra, oltreché in altri musei tedeschi e inglesi.
Nel 1780 fu nominato membro dell'Accademia di Dresda e sette anni dopo membro onorario dell'Accademia delle arti di Prussia.
Tra gli allievi di Acier si annoverano Carl Cristoph Punct e Johann Carl Schönheit.